# Solidaridad, Morelos
Solidaridad är en ort i Mexiko.   Den ligger i kommunen Temixco och delstaten Morelos, i den sydöstra delen av landet, 70 km söder om huvudstaden Mexico City. Solidaridad ligger 1 326 meter över havet och antalet invånare är 686.
Terrängen runt Solidaridad är kuperad västerut, men österut är den platt. Runt Solidaridad är det mycket tätbefolkat, med 1 517 invånare per kvadratkilometer. Närmaste större samhälle är Cuernavaca, 9,0 km norr om Solidaridad. I omgivningarna runt Solidaridad växer huvudsakligen savannskog.